# Dalva e Herivelto: Uma Canção de Amor
Dalva e Herivelto: Uma Canção de Amor é uma minissérie brasileira produzida pela TV Globo e exibida de 4 a 8 de janeiro de 2010, em 5 capítulos.
Escrita por Maria Adelaide Amaral, com colaboração de Letícia Mey e Rodrigo Arantes do Amaral, com direção de Vinícius Coimbra, Dennis Carvalho e Cristiano Marques e núcleo de Dennis Carvalho.
Contou com Adriana Esteves, Fábio Assunção, Maurício Xavier, Maria Fernanda Cândido, Thiago Fragoso, Denise Weinberg, Emílio de Mello, Leona Cavalli, Fernando Eiras, Fafy Siqueira, Yaçanã Martins, Jandir Ferrari, Cláudia Netto e Mayana Neiva  nos papéis principais.
Pelas suas atuações, Adriana Esteves e Fábio Assunção foram indicados ao Emmy Internacional de Melhor Atriz e Melhor Ator, respectivamente, em 2011.

## Enredo
A trama tem início em 1925, mostrando Dalva (Larissa Manoela), ainda uma menina, cantando Linda Flor (de Cândido Costa, Henrique Vogeler, Luiz Peixoto e Marques Porto) na rua, em troca de esmolas, e dá um salto para o ano de 1972, quando uma envelhecida Dalva de Oliveira (Adriana Esteves), então com 55 anos, aparece de costas, regando o jardim de sua casa. Ela se sente mal, caminha para o interior da residência, ao som de sua voz em Que Será? – música de Marino Pinto e Mário Rossi, um dos grandes sucessos interpretados pela cantora –, que toca na vitrola, e liga para a Rádio Globo para pedir ajuda. Já no leito do hospital, espera pela visita de seu ex-marido e grande amor, Herivelto Martins (Fábio Assunção). A partir daí, os personagens relembram suas trajetórias desde que se conheceram, em 1936, incluindo suas passagens por importantes e glamourosos espaços da época, como a rádio Mayrink Veiga, o Cassino da Urca e a Rádio Nacional. O cassino, entre 1930 e 1940, foi palco de jogos e shows de artistas nacionais e internacionais. As rádios eram celeiros de novos talentos artísticos, entre cantores, comediantes e conjuntos vocais, que conseguiam prestígio e popularidade ao fazer parte de seu cast, tornando-se grandes estrelas. A minissérie resgata essa atmosfera.
Herivelto conhece Dalva no Teatro Pátria, no Largo da Cancela, em São Cristóvão, na zona norte do Rio de Janeiro, durante uma apresentação da ainda desconhecida cantora. O compositor interpreta o palhaço Zé Catinga e fica encantado com a jovem, despertando o ciúme de Margot (Leona Cavalli), sua amante – personagem fictícia –, que faz parte do coro RCA Victor, mas não tem uma voz boa o suficiente que a faça se destacar.
Herivelto chama Dalva para se unir à dupla Preto e Branco, formada por ele e Nilo Chagas (Maurício Xavier). Atento à imagem dos integrantes, é Herivelto quem escolhe os vestidos, os sapatos e o penteado de Dalva, além de dar palpites no figurino de Nilo. O grupo ganha o título de Trio de Ouro, conferido pelo radialista César Ladeira (André Correa) durante uma apresentação na rádio Mayrink Veiga, e Dalva começa a chamar a atenção pelo seu talento. Apaixonada por Herivelto, Margot inveja Dalva e se torna sua falsa amiga. Para afastar o casal, revela que o músico é casado e tem dois filhos. Herivelto havia sido casado, por cinco anos, com Maria Aparecida Pereira de Mello, a Mariazinha, com quem teve os filhos Hélcio e Hélio.
O Trio de Ouro começa a se destacar, e Dalva e Herivelto se envolvem cada vez mais. Ela passa a morar com ele e Nilo no cortiço habitado pela dupla, e lançam pela RCA Victor o primeiro disco, com a batucada Itaquari e a marchinha Ceci e Peri, ambas de autoria de Príncipe Pretinho. Dalva engravida. A essa altura, Ceci e Peri já é o grande sucesso do Carnaval, e a escolha do nome do filho de Dalva e Herivelto é feita por votação, na Rádio Mayrink Veiga. Pery é o nome escolhido para o primogênito do casal. O personagem é interpretado por Gabriel Moura na adolescência e por Thiago Fragoso na vida adulta, quando já virou cantor, como a mãe. Apesar do ascendente sucesso, Dalva trabalha duro em casa, lavando as roupas de Herivelto no tanque do cortiço. Os dois se casam em uma cerimônia de umbanda, realizada pelo amigo e pai de santo Herculano (Jackson Costa).
O talento do Trio de Ouro leva o grupo a se apresentar no Cassino da Urca e a ser contratado pela gravadora Odeon. Dalva e Herivelto, enfim, compram sua primeira casa, na Urca, não tendo mais de dividir um quarto com Nilo Chagas em um cortiço.  É quando Dalva conta que está esperando mais um bebê. A mãe de Dalva e suas irmãs, Nair (Adriana Salles) e Lila (Janaína Prado), vão morar com o casal.
Considerada já uma grande cantora, Dalva grava com Francisco Alves (Fernando Eiras), o “Rei da Voz”. Na minissérie, os dois se apresentam no Cassino da Urca cantando o samba Brasil, de autoria de Aldo Cabral e Benedito Lacerda e, após o espetáculo, Dalva começa a sentir as dores do parto. Diferentemente de Pery, cujo parto foi feito em casa, o segundo filho, Ubiratan, o Bily (vivido na trama por Yago Machado e Thiago Mendonça), nasce em uma maternidade.
A trama vai e volta ao ano de 1972, e Dalva, no hospital, insiste com os filhos para que peçam a Herivelto para ir ao seu encontro, mas ele não quer vê-la sob hipótese alguma. As mágoas do passado são ainda tão presentes que, para ele, Dalva morreu há muito tempo.
Dalva e Herivelto passaram a fazer parte do grupo das maiores estrelas da época, como Grande Otelo, Linda Batista, Dircinha Batista e Marlene. Herivelto cuidava nos mínimos detalhes de Dalva, escolhendo as roupas, o penteado, o repertório e as parcerias da cantora, além de fazer com que ela e Nilo Chagas ensaiassem até a exaustão. Coristas, bailarinos, cantores e compositores frequentavam a casa do casal. A própria Dalva ia para a cozinha preparar macarronadas para todos. A minissérie exibe uma dessas cenas de confraternização, em que Grande Otelo (Nando Cunha) mostra a Benedito Lacerda (Emilio de Mello) a letra inicial de Praça Onze, após os convidados cantarem Jura, de Sinhô. Na cena, estão presentes, ainda, Francisco Alves e Linda Batista (Cláudia Netto). Na sequência da trama, fica claro que o galanteador Herivelto já mantinha casos extraconjugais, entre eles, novamente uma relação com Margot. A amante esforça-se para prejudicar o casamento de Dalva e Herivelto, como fazê-la flagrá-lo com outra, durante o show de Orlando Silva (Édio Nunes) no Cassino da Urca. A cantora começa a ter sérias discussões com o marido por conta de suas traições. Ele, por sua vez, humilha-a. Em um novo corte para 1972, Dalva está na cama do hospital, com Pery ao lado, quando Bily diz que o pai não irá vê-la.
Enquanto se envolve com outras mulheres, Herivelto segue compondo, sozinho ou em parceria com outros músicos. É ele quem dá o tom de Praça Onze, cujo tema foi sugerido por Grande Otelo: o fim da antiga Praça XI, para a construção da Avenida Presidente Vargas, no Rio de Janeiro. A canção desbanca Ai, que Saudades da Amélia, de Ataulfo Alves e Mário Lago, em um concurso de músicas de Carnaval.
As constantes traições de Herivelto vão causando cada vez mais discordâncias entre ele e Dalva. Durante um show de Linda Batista no Cassino da Urca, Dalva cede ao flerte do cantor mexicano Rick Valdez (Pablo Bellini) e o beija. Assim como em vários momentos da minissérie, em que as músicas parecem se ajustar ao momento vivido pelo casal principal, a música cantada por Linda, Beija-Me (versão de Mário Rossi e Roberto Martins para Besame Mucho, de Consuelo Velasquez), também situa a cena. Rick e Dalva são flagrados por Herivelto, que bate na mulher. Mas os dois, como das demais vezes, voltam a se reconciliar.
À medida que desenrola a trama do casal de protagonistas, a minissérie vai desfiando os vários acontecimentos políticos que ocorrem no Brasil, como o governo de Getúlio Vargas, a Segunda Guerra Mundial e o governo do presidente Dutra, que proíbe os jogos no país, levando ao fechamento dos cassinos. O Trio de Ouro, então, começa a viajar em turnês. E é em uma dessas viagens que Herivelto conhece e se encanta pela aeromoça Lurdes (Maria Fernanda Cândido).
Divorciada e com um filho, Lurdes conhece a fama de conquistador de Herivelto e não quer problemas. Mas ele se empenha em conquistá-la, chegando a fazer uma serenata em frente à sua casa. Certo dia, ao separar o terno do marido para lavar, Dalva descobre uma foto dele com Lurdes e o filho dela. Em consequência, enlouquece de ciúmes. Algo lhe diz que, dessa vez, a paixão é séria. Mas Herivelto nega. Margot envenena a relação, afirmando que o compositor só está casado, ainda, por causa do sucesso do Trio de Ouro. Para ajudar Dalva, Emilinha Borba (Soraya Ravenle) diz a Herivelto que há muitos pretendentes de olho nela. Duas sequências musicais no estúdio da Rádio Nacional parecem pontuar o momento vivido pelo casal: a apresentação do Trio de Ouro cantando, e Emilinha cantando Se Queres Saber (de Peterpan).
Herivelto está cada vez mais apaixonado por Lurdes e, como prova de amor, começa a mudar seu comportamento, como voltar a dar assistência aos dois primeiros filhos, Hélcio e Hélio. Aos poucos, Lurdes vai deixando o compositor entrar em sua vida e assume que está apaixonada, para desgosto de sua mãe, Silvia (Yaçanã Martins), já que ele continua casado. Herivelto promete se separar de Dalva, mas pede paciência a Lurdes, alegando que, por razões financeiras, não pode acabar com o Trio de Ouro – o que seria uma consequência direta da separação. Sofrendo muito, Dalva começa a se entregar à bebida, exagerando no conhaque, e as discussões se tornam violentas.
O Trio de Ouro faz uma viagem a Caracas, na Venezuela, junto com Dercy Gonçalves (Fafy Siqueira) e o maestro Vicente Paiva (Gustavo Gasparani) para apresentações locais. O resultado da turnê é desastroso, pois a plateia conservadora repudia as ousadas apresentações de Dercy. Dalva vai para a cama com um rapaz e é achincalhada por Herivelto, que não admite a atitude da cantora, apesar de já estar há três anos vivendo com Lurdes. Em seguida, eles viajam para fazer apresentações em Belém do Pará, onde Dalva tem um grande fã-clube. Nessas viagens, Herivelto e Dalva chegam a dormir juntos novamente. Mas o casamento acaba de vez quando Herivelto sai definitivamente de casa, após ler uma carta de amor, endereçada a Dalva, por Rick Valdez.
Sozinha e dilacerada, Dalva dá início à sua carreira solo. Herivelto está convicto de que ela é uma criação sua e, por isso, não obterá mais sucesso. Ele ainda tenta dar continuidade ao Trio de Ouro com uma nova formação, em vão. Ao ouvir as canções interpretadas por Dalva, que falam sobre o fim de um amor, Herivelto acha que a cantora está tirando proveito profissional da história dos dois e fica furioso.
Uma das músicas que enfurecem Herivelto é Que Será?, a canção ouvida no primeiro capítulo da minissérie. Com a opinião pública a favor de Dalva – ela tem, inclusive, o apoio de muitos músicos que eram amigos do casal, levando o compositor a acreditar que ela jogou os amigos contra ele –, Herivelto se une ao jornalista David Nasser (Jandir Ferrari), e os dois compõem Caminho Certo, cuja letra diz: “E a culpada foi ela/Transformava o lar na minha ausência/ Em qualquer coisa abaixo da decência”. Em seguida, ela grava Errei Sim, composta por Ataulfo Alves: “Errei sim,/ Manchei o teu nome/Mas foste tu mesmo/ O culpado/ Deixavas-me em casa/ Me trocando pela orgia/ Faltando sempre/ Com a tua companhia”. É declarada uma guerra musical, em que Dalva e Herivelto se acusam publicamente pelo fracasso do casamento.
Estimulado por David Nasser, Herivelto publica 22 artigos, no jornal Diário da Noite, que insultam e difamam Dalva, dizendo que ela se envolveu com outros homens, levando-os para dentro de casa. Um deles tem como título “Boa cantora, péssima esposa”. Herivelto é intimado a responder por calúnia e difamação no Tribunal de Justiça. O próprio filho do casal, Pery, chega a escrever para o jornal, em defesa da mãe. Dalva grava a música Palhaço, de Nelson Cavaquinho, Oswaldo Martins e Washington Fernandes.
As brasileiras apoiam a cantora, projetando nela seus dramas pessoais. Suas canções conquistam as principais paradas de sucesso e, em 1951, Dalva é eleita a “Rainha do Rádio”. Insatisfeito com as atitudes de Herivelto, Nilo Chagas resolve deixar o Trio de Ouro. Lurdes, por sua vez, não apoia as atitudes do companheiro. Ela acha que, no fundo, ele ainda ama Dalva e o intima a botar um ponto final nessa história. A essa altura, porém, a briga de Dalva e Herivelto já repercutiu negativamente na vida de seus filhos, que passam por constrangimentos públicos. Um mandado judicial retira do casal a guarda das crianças, e elas são obrigadas a ir para um internato.
Enquanto isso, nos anos 1950, a carreira de Dalva só ascende: ganha muito dinheiro, dá entrevistas, posa para revistas semanais e faz várias excursões ao exterior. Apesar disso, continua sofrendo por Herivelto. Ela e Lurdes, no entanto, tornam-se amigas. Em uma tentativa de reconstruir sua vida amorosa, Dalva vai viver com Rick Valdez, mas termina a relação depois que ele passa a querer controlar sua carreira.
Devido à ascensão da televisão e da bossa nova, as grandes estrelas do rádio começam a perder prestígio e a entrar em decadência. O trabalho torna-se mais escasso, e o dinheiro também. Herivelto, longe das grandes plateias, já tem três filhos com Lurdes – Fernando José, Yaçanã e Herivelto Filho –, e arrumou um emprego público. (Ele só se casaria com Lurdes após a promulgação da Lei do Divórcio, em 1977). Dalva se envolve com Dorival (Leonardo Carvalho), bem mais jovem do que ela, e passa a cantar também em churrascarias. Bebe cada vez mais. Durante uma discussão, os dois sofrem um acidente de carro que resulta em uma cicatriz no rosto de Dalva. Embora já quase esquecida, como outros artistas de sua época, ela ainda grava um derradeiro sucesso, Bandeira Branca, de Laércio Alves e Max Nunes.
No último capítulo da trama, Dalva de Oliveira morre de câncer no leito do hospital, ao lado dos filhos, sem que Herivelto vá visitá-la, apesar do apelo de Pery, que implora ao pai para que vá ver a mãe no hospital, em cena exibida no penúltimo capítulo. A minissérie mostra imagens reais, em preto e branco, do velório e da comoção causada pela morte da cantora, além de fotos antigas dela e do Trio de Ouro. Em off, a declaração dada por Herivelto Martins à imprensa: “O Brasil perdeu sua maior cantora. Jamais teremos uma intérprete como ela. Dalva era amiga e mãe dos meus meninos, lamento mais do que qualquer pessoa a morte dela”. Ao fundo, a canção Hino ao Amor (Hymne a L'Amour, de Edith Piaf e Margueritte Monnot, na versão de Odair Marzano), na voz de Dalva.

## Elenco
| Intérprete             | Personagem          |
| ---------------------- | ------------------- |
| Adriana Esteves        | Dalva de Oliveira   |
| Fábio Assunção         | Herivelto Martins   |
| Maria Fernanda Cândido | Lurdes Nura Torelly |
| Maurício Xavier        | Nilo Chagas         |
| Thiago Fragoso         | Pery Ribeiro        |
| Leona Cavalli          | Margot              |
| Denise Weinberg        | Alice de Oliveira   |
| Emílio de Mello        | Benedito Lacerda    |
| Fernando Eiras         | Francisco Alves     |
| Thiago Mendonça        | Billy               |
| Yaçanã Martins         | Sílvia Torelly      |
| Fafy Siqueira          | Dercy Gonçalves     |
| Jandir Ferrari         | David Nasser        |
| Cláudia Netto          | Linda Batista       |
| Leonardo Carvalho      | Dorival             |
| Mayana Neiva           | Conceição Torelly   |
| Fernanda Cury          | Yaçanã Martins      |
| Soraya Ravenle         | Emilinha Borba      |
| Nando Cunha            | Grande Otelo        |
| Rita Elmôr             | Marlene             |
| Marcelo Laham          | César de Alencar    |
| Daniela Fontan         | Edith               |
| Jackson Costa          | Herculano           |
| Luciana Fregolente     | Dircinha Batista    |
| Pablo Bellini          | Rick Valdez         |
| Janaína Prado          | Lila de Oliveira    |
| Luiz Araújo            | Nacib               |
| Adriana Salles         | Nair                |

### Participações especiais
- Larissa Manoela - Dalva de Oliveira (criança)
- Adriano Petermann - René
- Alex Teix - Pai de criança no internato
- Alexia Garcia - Mulher que defende Dalva
- Andrea Bacellar - Mãe de criança no internato
- André Corrêa - César Ladeira
- Andrei Soares - Niltinho
- Carlo Porto - Antoninho
- Dandara Ventapane - Mulher com quem Herivelto trai Dalva
- Édio Nunes - Orlando Silva
- Edmo Luis - Locutor da rádio
- Ellen Roche - Estela
- Gabriel Moura - Pery (criança)
- Guida Vianna - Dona Glorinha
- Gustavo Gasparani - Vicente Paiva
- Gustavo Nunes - Pai de criança no internato
- Leandro Lima - Jornalista
- Luiz Antônio do Nascimento - Jornaleiro
- Marcela Moura - Mãe de criança no internato
- Marcos Archer - Marino Pinto
- Pedro Lima - Ataulfo Alves
- Ragi Abib - Orestes Barbosa
- Roberto Lobo - Repórter
- Sheila Aquino - Mulher com quem Herivelto trai Dalva
- Susana Ribeiro - Amália Paiva
- Yago Machado - Billy (criança)

## Exibição
Foi reapresentada no festival Luz, Câmera, 50 Anos no dia 15 de janeiro de 2015, em formato de telefilme.
Foi exibida na íntegra pelo Viva de 16 a 20 de novembro de 2015, substituindo Força-Tarefa, às 23h15. Foi reexibida novamente no canal de 16 de maio a 13 de junho de 2021, substituindo Amorteamo e sendo substituído por Brava Gente, em novo horário, às 0h45, com capítulos semanais. Foi reexibida pela terceira vez de 1.º a 29 de outubro de 2022, sendo substituída por Serra Pelada: A Saga Do Ouro, aos sábados as 22h, reprise essa em homenagem ao centenário da inauguração do rádio no Brasil.

## Audiência
Estreou com média de 29 pontos.  No último episódio a minissérie alcançou média de 31 pontos e picos de 33. 
Sua média geral foi de 29,4 pontos.
Em sua exibição no Luz, Câmera, 50 Anos teve média de 17,5 pontos. 

## Prêmios e indicações
| Ano  | Prêmio                    | Categoria                             | Indicado                          | Resultado |
| ---- | ------------------------- | ------------------------------------- | --------------------------------- | --------- |
| 2010 | Prêmio Contigo            | Melhor Atriz em Minissérie            | Adriana Esteves                   | Venceu    |
| 2010 | Prêmio Contigo            | Melhor Ator em Minissérie             | Fábio Assunção                    | Venceu    |
| 2010 | Prêmio Contigo            | Melhor Minissérie                     | Maria Adelaide Amaral             | Indicado  |
| 2010 | Prêmio Extra de Televisão | Melhor Atriz                          | Adriana Esteves                   | Indicado  |
| 2010 | Prêmio Extra de Televisão | Melhor Figurino                       | Marilia Carneiro Sonia Tomé       | Indicado  |
| 2010 | Prêmio Extra de Televisão | Melhor Minissérie                     | Maria Adelaide Amaral             | Indicado  |
| 2010 | Prêmio Extra de Televisão | Melhor Maquiagem                      |                                   | Indicado  |
| 2010 | Prêmio Tudo de Bom        | Melhor Atriz                          | Adriana Esteves                   | Indicado  |
| 2010 | Prêmio Qualidade Brasil   | Melhor Atriz em Minissérie            | Adriana Esteves                   | Venceu    |
| 2010 | Prêmio Qualidade Brasil   | Melhor Ator em Minissérie             | Fábio Assunção                    | Venceu    |
| 2010 | Prêmio Qualidade Brasil   | Melhor Direção                        | Dennis Carvalho Cristiano Marques | Venceu    |
| 2010 | Prêmio Qualidade Brasil   | Melhor Minissérie                     | Maria Adelaide Amaral             | Venceu    |
| 2010 | Prêmio Qualidade Brasil   | Melhor Ator Coadjuvante em Minissérie | Thiago Fragoso                    | Indicado  |
| 2010 | Prêmio Qualidade Brasil   | Melhor Autor de Minissérie            | Maria Adelaide Amaral             | Venceu    |
| 2011 | Emmy Internacional        | Melhor Atriz                          | Adriana Esteves                   | Indicado  |
| 2011 | Emmy Internacional        | Melhor Ator                           | Fábio Assunção                    | Indicado  |